# العلاقات الأسترالية التوفالية
العلاقات الأسترالية التوفالية هي العلاقات الثنائية التي تجمع بين أستراليا وتوفالو.

## مقارنة بين البلدين
هذه مقارنة عامة ومرجعية للدولتين:
| وجه المقارنة                                              | أستراليا                                   | توفالو                         |
| --------------------------------------------------------- | ------------------------------------------ | ------------------------------ |
| المساحة (كم2)                                             | 7.69 مليون                                 | 26                             |
| عدد السكان (نسمة)                                         | 24.51 مليون                                | 11.19 ألف                      |
| الكثافة السكانية (ن./كم²)                                 | 3.19                                       | 43.04 ألف                      |
| العاصمة                                                   | كانبرا، ملبورن                             | فونافوتي                       |
| اللغة الرسمية                                             | لغة إنجليزية                               | اللغة التوفالوية، لغة إنجليزية |
| العملة                                                    | دولار أسترالي، جنيه إسترليني، جنيه أسترالي | دولار توفالو                   |
| الناتج المحلي الإجمالي (بليون دولار)                      | 1.32 تريليون                               | 39.73 مليون                    |
| الناتج المحلي الإجمالي (تعادل القوة الشرائية) بليون دولار | 1.10 تريليون                               | 38.93 مليون                    |
| الناتج المحلي الإجمالي الاسمي للفرد دولار أمريكي          | 56.31 ألف                                  | 3.29 ألف                       |
| الناتج المحلي الإجمالي للفرد دولار أمريكي                 | 45.92 ألف                                  | 3.77 ألف                       |
| مؤشر التنمية البشرية                                      | 0.939                                      |                                |
| رمز المكالمات الدولي                                      | +61                                        | +688                           |
| رمز الإنترنت                                              | .au                                        | .tv                            |
| المنطقة الزمنية                                           |                                            | ت ع م+12:00                    |

## منظمات دولية مشتركة
يشترك البلدان في عضوية مجموعة من المنظمات الدولية، منها:
| علم المنظمة | اسم المنظمة                   | تاريخ انضمام أستراليا | تاريخ انضمام توفالو |
| ----------- | ----------------------------- | --------------------- | ------------------- |
|             | الاتحاد البريدي العالمي       | ?                     | ?                   |
|             | بنك التنمية الآسيوي           | 1966                  | 1993                |
|             | يونسكو                        | 4 نوفمبر 1946         | 21 أكتوبر 1991      |
|             | البنك الدولي للإنشاء والتعمير | 5 أغسطس 1947          | 24 يونيو 2010       |
|             | دول الكومنولث                 | ?                     | ?                   |
|             | الاتحاد الدولي للاتصالات      | 27 مايو 1878          | 15 أغسطس 1996       |
|             | الأمم المتحدة                 | 1 نوفمبر 1945         | 5 سبتمبر 2000       |
|             | مؤسسة التنمية الدولية         | 24 سبتمبر 1960        | 24 يونيو 2010       |
|             | منظمة حظر الأسلحة الكيميائية  | ?                     | ?                   |

## أعلام
هذه قائمة لبعض الشخصيات التي تربطها علاقات بالبلدين:
- سكوت هاردينغ (لاعب كرة قدم أسترالي، 19 يونيو 1986 – )

## وصلات خارجية
- موقع وزارة الخارجية الأسترالية